# تچوبوز
تچوبوز (به چکی: Těchobuz) یک ناحیه در جمهوری چک است که در Pelhřimov District واقع شده‌است.

## خصوصیات
تچوبوز ۷٫۲۱ کیلومترمربع مساحت و ۱۳۴ نفر جمعیت دارد و ۵۳۷ متر بالاتر از سطح دریا واقع شده‌است.